# Mário Carneiro (cineasta)
Mário Carneiro (Île de France, Paris, França, de 1930 — Rio de Janeiro, 2 de setembro de 2007), foi um diretor de fotografia, pintor, gravador, arquiteto e cineasta brasileiro.

## Biografia
Filho do embaixador brasileiro Paulo Carneiro, Mário nasceu em Paris, França. Formou-se na Faculdade Nacional de Arquitetura, em 1955, paralelamente aos estudos de pintura. Admirador da cinemateca francesa, Mário Carneiro começou sua carreira cinematográfica no movimento do Cinema Novo.
Depois de realizar amadoristicamente o filme "A Boneca", foi incentivado a seguir a carreira no cinema pelo poeta Vinicius de Moraes, amigo de seu pai Paulo Carneiro, que assistiu ao título e avaliou que seu talento era mais marcante no cinema do que nas outras expressões artísticas. De volta ao Brasil, encantou-se com a fotografia de Edgar Brasil no filme Limite (1931). Como artista participou de diferentes eventos e exposições.
Atuou como diretor e montador, além de ter sido diretor de fotografia em vários clássico do cinema nacional, entre os quais Arraial do Cabo, Porto das Caixas, O Padre e a Moça, Capitu e 500 Almas. Com Porto das Caixas (1962), de Paulo César Saraceni, fez sua primeira direção fotográfica em um longa. A partir de então, realizou a direção de fotografia de Garrincha, alegria do povo (1962) e O padre e a moça (1965) ambos de Joaquim Pedro de Andrade, Todas as mulheres do mundo (1965) e Edu, coração de ouro (1966), ambos de Domingos Oliveira, entre outros. Foi ainda câmera e diretor de fotografia de Di-Glauber (1978), curta-metragem de Glauber Rocha premiado no Festival de Cinema de Cannes; mas teve suas exibições públicas interditadas, a pedido da família do pintor Di Cavalcanti, que considerava a obra ultrajante à memória do artista.
Mais conhecido como fotógrafo de cinema, Mário também foi pintor e artista plástico, sendo um artista moderno, mas com uma postura extremamente contemporânea, por manter uma experimentação com diferentes linguagens. Mário Carneiro foi influenciado pelo artista Iberê Camargo ainda na França, país onde se conheceram. Durante o período em que morou na França, no fim dos anos 1940 e começo dos 1950, costumava passar tardes no Museu do Louvre copiando as telas dos grandes mestres. Mário conviveu, em seu apartamento na França, com nomes como Lygia Clark, Cecília Meireles, Herbert Read e Vinicius de Moraes.
Foi casado com a figurinista Marília Carneiro.
Vítima de câncer, foi sepultado na tarde do dia 3 de setembro de 2007, no Cemitério São João Batista, em Botafogo, Zona Sul do Rio de Janeiro.

## Homenagens pós-morte
Em 2014, a publicação “Mario Carneiro trânsitos”, organizado pela artista plástica Fabiana Éboli, pelo crítico de arte Adolfo Montejo Navas e pelo crítico de cinema Carlos Alberto Mattos, reuniu imagens da produção visual de artista plástico de Mário Carneiro. Com a colaboração da viúva de Mário, o projeto inscrito no edital de organização de acervos e publicações de artistas falecidos da Funarte, contou com uma pesquisa de seis meses e encontrou 900 imagens produzidas por Carneiro ao longo de 60 anos. Uma parte das obras estava no acervo do embaixador Paulo Carneiro, pai de Mario, guardado na Fundação Oswaldo Cruz.